# Dermophiidae
Die Dermophiidae sind eine Familie der Schleichenlurche (Gymnophiona), die in Mittel- und Südamerika und in Afrika vorkommt. Das Taxon wurde 1969 durch den US-amerikanischen Herpetologen Edward Harrison Taylor als Unterfamilie Dermophiinae aufgestellt und sollte mit Ausnahme der Gattungen Caecilia und Oscaecilia alle übrigen Schleichenlurche der Familie Caeciliidae umfassen. 1984 wurde die Gruppe durch den belgischen Herpetologen Raymond Ferdinand Louis-Philippe Laurent in den Familienrang gestellt. Das Taxon erwies sich jedoch als paraphyletisch und fand keine allgemeine Anerkennung. Erst 2011 wurde die Familie durch Wilkinson, San Mauro, Sherratt & Gower revalidiert, allerdings mit einer anderen Zusammensetzung und einer anderen Diagnose.

## Merkmale
Wie alle Schleichenlurche sind die Dermophiidae wurmartige Amphibien ohne Gliedmaßen und mit einem stark zurückgebildeten Schwanz. Sie sind die einzigen viviparen (lebendgebärenden) Schleichenlurche, die sekundäre Annuli besitzen und beschuppt sind. Die Annuli sind umlaufende Hautfalten, durch die die Schleichenlurche geringelt sind und die wiederum in primäre, sekundäre und tertiäre Annuli unterteilt werden können.
Phylogenetisch werden die Dermophiidae als diejenigen Schleichenlurche definiert, die näher mit Dermophis mexicanus als mit Siphonops annulatus oder Hypogeophis rostratus verwandt sind.

## Gattungen und Arten
Es gibt vier Gattungen und 14 Arten:
- Gattung Dermophis
  - Dermophis costaricensis
  - Dermophis glandulosus
  - Dermophis gracilior
  - Dermophis mexicanus
  - Dermophis oaxacae
  - Dermophis occidentalis
  - Dermophis parviceps
- Gattung Geotrypetes
  - Geotrypetes angeli
  - Geotrypetes pseudoangeli
  - Geotrypetes seraphini
- Gattung Gymnopis
  - Gymnopis multiplicata
  - Gymnopis syntrema
- Gattung Schistometopum
  - Schistometopum gregorii
  - Schistometopum thomense

## Systematik
Innerhalb der Schleichenlurche sind die Dermophiidae die Schwestergruppe der Siphonopidae; beide Familien zusammen stehen in einem Schwestergruppenverhältnis zu den Grandisoniidae. (Siehe Schleichenlurche: Abschnitt Taxonomie)